# Lin Zexu
Lin Zexu (chinois simplifié : 林则徐 ; chinois traditionnel : 林則徐 ; pinyin : Lín Zéxú) dit Yuanfu (元撫), né le 30 août 1785 à Fuzhou et mort le 22 novembre 1850 à Puning, est un militaire, érudit et fonctionnaire chinois durant la dynastie Qing.
Il est surtout connu pour sa position contre le commerce de l'opium. Dépêché à Canton par l'empereur Daoguang en mars 1839, il détruit les stocks d'opium et bloque les Britanniques dans les factoreries, ce qui contribua au déclenchement de la première guerre de l'opium en 1840.

## Lin Zexu dans la culture
- Guerre au trafic d'opium, un film chinois sorti en 1959 avec Zhao Dan dans le rôle de Lin Zexu.